# Религия на Кабо-Верде
Статистика религиозных групп на Кабо-Верде по данным ЦРУ.
 Римское католичество (77,3 %) Протестантизм (4,6 %) Другие течения христианства (3,4 %) Ислам (1,8 %) Нерилигиозные (10,8 %)

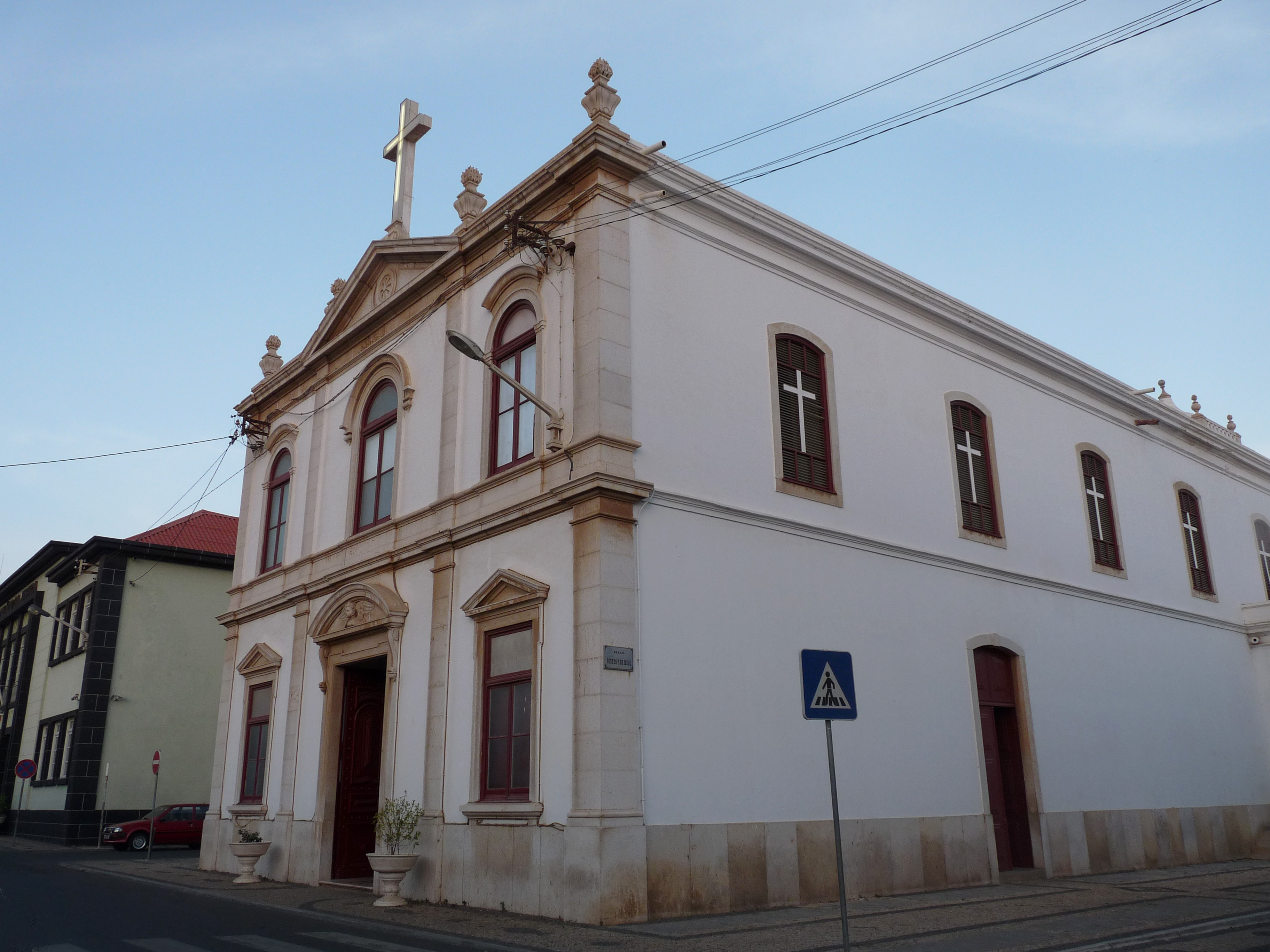
Церковь в Праи, столице Кабо-Верде

Религия на Кабо-Верде — положение религиозных групп на Кабо-Верде.
Конституция Кабо-Верде гарантирует её гражданам свободу вероисповедания, которое, как считает Бюро демократии, прав человека и труда США, исполняется правительством государства. Католическая церковь, приверженцами которой является 77 % населения, пользуется привилегиями бесплатного эфирного времени на телевидении. Христианские праздники являются государственными праздниками; также каждый муниципалитет имеет локальные праздники в честь их святых покровителей.